# Rønnede Kommune
Rønnede Kommune i Storstrøms Amt blev dannet ved kommunalreformen i 1970. Ved strukturreformen i 2007 blev den indlemmet i Faxe Kommune sammen med Haslev Kommune.

## Tidligere kommuner
Rønnede Kommune blev dannet i starten af 1960'erne ved frivillig sammenlægning af 4 sognekommuner omkring Rønnede:
| Kommune      | Folketal november 1960 | Byer              |
| ------------ | ---------------------- | ----------------- |
| Kongsted     | 1.847                  | En del af Rønnede |
| Ulse         | 624                    | En del af Rønnede |
| Vester Egede | 549                    | En del af Rønnede |
| Øster Egede  | 235                    |                   |
| I alt        | 3.255                  |                   |

Ved selve kommunalreformen blev endnu en sognekommune lagt til Rønnede Kommune:
| Kommune                               | Folketal 1. januar 1970 | Byer  |
| ------------------------------------- | ----------------------- | ----- |
| Rønnede                               | 3.222                   |       |
| Sønder Dalby (tidligere Dalby-Tureby) | 2.074                   | Dalby |
| I alt                                 | 5.296                   |       |

## Sogne
Rønnede Kommune bestod af følgende sogne, alle fra Fakse Herred undtagen Vester Egede Sogn, der hørte til Tybjerg Herred:
- Kongsted Sogn
- Sønder Dalby Sogn
- Tureby Sogn
- Ulse Sogn
- Vester Egede Sogn
- Øster Egede Sogn

## Borgmestre[3]
| Periode   | Navn              | Parti                       |
| --------- | ----------------- | --------------------------- |
| 1970-1974 | Christian Nielsen | Venstre                     |
| 1974-1998 | Bent Pedersen     | Venstre                     |
| 1998-2002 | Finn Hansen       | Socialdemokratiet           |
| 2002-2006 | Kurt Rosner       | Venstre                     |
| 2006-2007 | Svend Thorsen     | Det Konservative Folkeparti |